# EN203
A EN 203 era uma estrada nacional que integra a rede nacional de estradas de Portugal. 
Esta estrada iniciava-se em Darque, na N13. Passava em Ponte de Lima, Ponte da Barca e terminava perto do Lindoso, em Cidadelhe, na fronteira com Espanha. A ligação com Espanha faz-se pelo ramal da N304-1.
Acompanhava toda a margem esquerda do rio Lima, a sua irmã N202 fazia a margem oposta (no entanto, esta estrada está desclassificada).
Devido à construção do IC28, a estrada entre Ponte da Barca e Lindoso será desclassificada. A estrada entre Viana do Castelo e Ponte da Barca foi regionalizada.